# Jennifer Armentrout

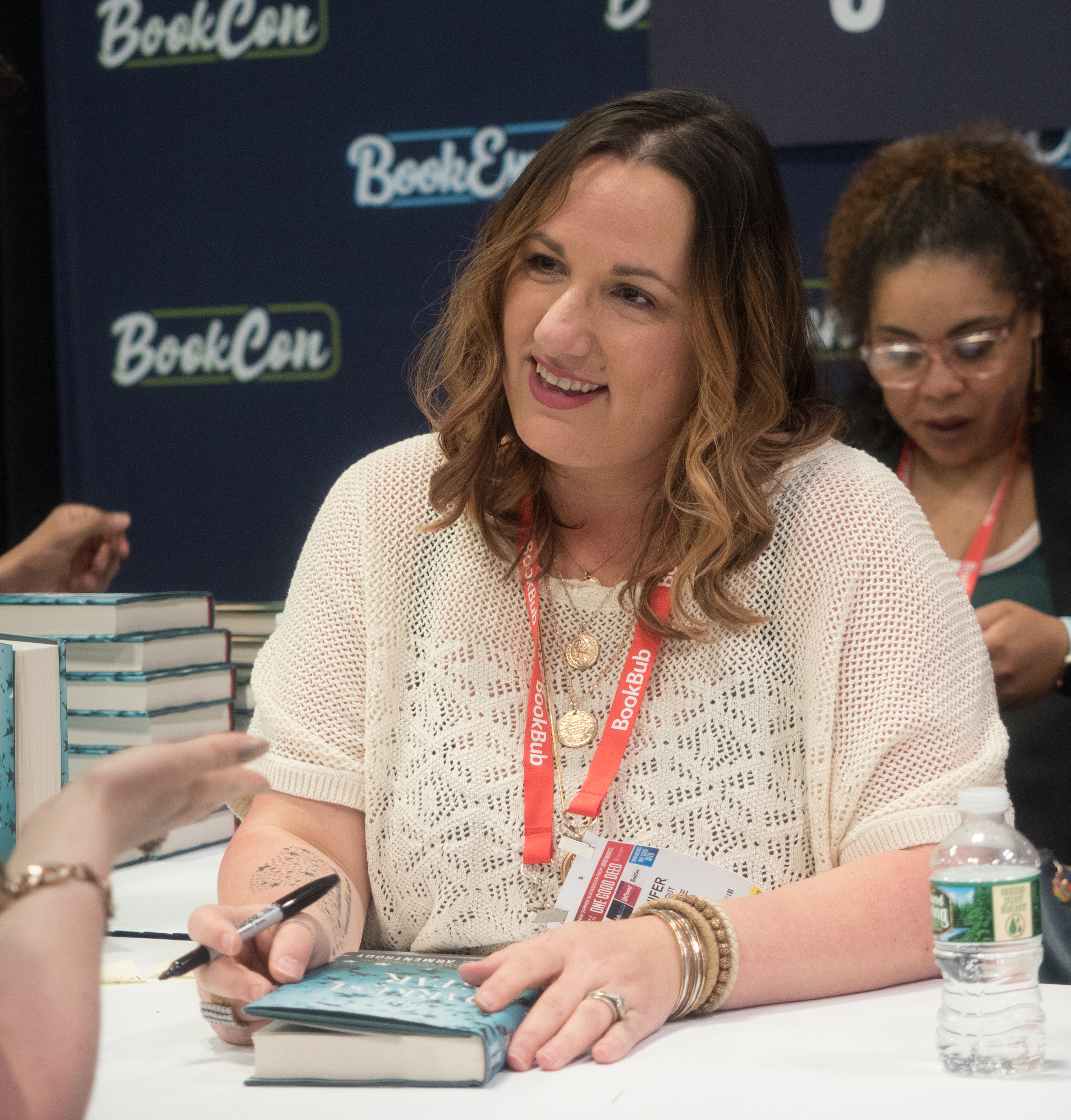
Jennifer Armentrout, 2019

Jennifer Lynn Armentrout (* 11. Juni 1980 in Martinsburg, West Virginia) ist eine US-amerikanische Autorin, die überwiegend Jugendbücher und, unter dem Pseudonym J. Lynn, auch Young-Adult Literatur schreibt.

## Leben
Armentrout schreibt seit ihrer Schulzeit Kurzgeschichten.
Viele ihrer Werke schafften es auf die New York Times Bestsellerliste und auch auf die Spiegel-Bestsellerliste. Sierra Pictures erwarb die Filmrechte von ihrem Jugendroman Obsidian – Schattendunkel. Sie veröffentlichte Werke im Eigenverlag und in traditionellen Verlagen. Dazu zählen Spencer Hill Press, Entangled Publishing, Harlequin Teen, Disney/Hyperion und HarperCollins.
Armentrout ist verheiratet und lebt in Charles Town.

## Werke

### Dämonentochter
- Verbotener Kuss. cbt, 2014, ISBN 978-3-570-38043-7. (Original: Half-Blood. 2011)
- Verlockende Angst. cbt, 2014, ISBN 978-3-570-38044-4. (Original: Pure. 2012)
- Verführerische Nähe. cbt, 2014, ISBN 978-3-570-38050-5. (Original: Deity. 2012)
- Verwunschene Liebe. cbt, 2015, ISBN 978-3-570-38052-9. (Original: Apollyon. 2013)
- Verzaubertes Schicksal. cbt, 2016, ISBN 978-3-570-38058-1 (Original: Sentinel. 2013)

### Götterleuchten
(Sequel - Reihe zu Dämonentochter)
- Erwachen des Lichts. HarperCollins ya!, Hamburg 2017, ISBN 978-3-95967-652-6. I Hörbuch: HarperCollins bei Lübbe Audio, 2017, ISBN 978-3-96108-034-2
- Im leuchtenden Sturm. HarperCollins ya!, Hamburg, 11. September 2017, ISBN 978-3-95967-120-0. I Hörbuch: HarperCollins bei Lübbe Audio, 2017, ISBN 978-3-96108-041-0
- Glanz der Dämmerung. HarperCollins ya!, Hamburg, 11. Dezember 2017, ISBN 978-3-95967-733-2. I Hörbuch: HarperCollins bei Lübbe Audio, 2017, ISBN 978-3-96108-045-8
- Funkeln der Ewigkeit. HarperCollins ya!, Hamburg, 5. November 2018, ISBN 978-3-95967-250-4. I Hörbuch: HarperCollins bei Lübbe Audio, 2018, ISBN 978-3-96108-073-1

### Obsidian
- Obsidian. Schattendunkel. Carlsen, Hamburg 2014, ISBN 978-3-551-58331-4. I Hörbuch: Hörbuch Hamburg, 2014, ISBN 978-3-86742-173-7
- Onyx. Schattenschimmer. Carlsen, Hamburg 2014, ISBN 978-3-551-58332-1. I Hörbuch: Hörbuch Hamburg, 2014, ISBN 978-3-86742-192-8
- Opal. Schattenglanz. Carlsen, Hamburg 2015, ISBN 978-3-551-58333-8. I Hörbuch: Hörbuch Hamburg, 2015, ISBN 978-3-86742-550-6
- Origin. Schattenfunke. Carlsen, Hamburg 2016, ISBN 978-3-551-58343-7. I Hörbuch: Hörbuch Hamburg, 2015, ISBN 978-3-86742-562-9
- Opposition. Schattenblitz. Carlsen, Hamburg 2016, ISBN 978-3-551-58344-4. I Hörbuch: Hörbuch Hamburg, 2015, ISBN 978-3-86742-564-3
- Oblivion. Lichtflüstern. Carlsen, Hamburg 2017, ISBN 978-3-551-58358-1. I Hörbuch: Hörbuch Hamburg, 2017, ISBN 978-3-8449-1467-2
- Oblivion 2. Lichtflimmern. Carlsen, Hamburg 2017, ISBN 978-3-551-58378-9. I Hörbuch: Hörbuch Hamburg, 2017, ISBN 978-3-8449-1635-5
- Oblivion 3. Lichtflackern. Carlsen, Hamburg 2018, ISBN 978-3-646-92162-5. I Hörbuch: Hörbuch Hamburg, 2018, ISBN 978-3-8449-1730-7
- Shadows. Entangled Publishing, 2012, ISBN 978-88-09-78935-7 (englisch)
- Obsession. Mira Taschenbuch Verlag, 2020, ISBN 978-3-7457-0053-4. (Original: Obsession. 2015). I Hörbuch: HarperCollins bei Lübbe Audio, 2020, ISBN 978-3-96109-087-7

### Revenge
Sequel-Reihe zu Obsidian
- Revenge. Sternensturm. Carlsen, 2018, ISBN 978-3-551-58401-4. (Original: The Darkest Star (Origin 1). 2018). I Hörbuch: Hörbuch Hamburg, 2018, ISBN 978-3-8449-1905-9
- Rebellion. Schattensturm. Carlsen, 2018, ISBN 978-3-551-58402-1. (Original: The Burning Shadow (Origin 2). 2019). I Hörbuch: Hörbuch Hamburg, 2019, ISBN 978-3-8449-2328-5
- Redemption. Nachtsturm. Carlsen, 2021, ISBN 978-3-551-58403-8. (Original: The Brightest Night (Origin 3)). I Hörbuch: Hörbuch Hamburg, 2019, ISBN 978-3-8449-2328-5

### De-Vincent-Saga – Golden Dynasty
- Größer als Verlangen. Mira Taschenbuch, 1. Februar 2019, ISBN 978-3-95649-868-8. (Original: Moonlight Sins. 2018). I Hörbuch: HarperCollins bei Lübbe Audio, 2018, ISBN 978-3-96108-072-4
- Brennender als Sehnsucht. Mira Taschenbuch, 3. Juni 2019, ISBN 978-3-7457-0011-4. (Original: Moonlight Seduction. 2018). I Hörbuch: HarperCollins bei Lübbe Audio, 2018, ISBN 978-3-96109-083-9
- Stärker als Begehren. Mira Taschenbuch, 2. September 2019, ISBN 978-3-7457-0025-1. (Original: Moonlight Scandals. 2019). I Hörbuch: HHV Hörbuch Hamburg, 2021.

### Dark Elements
- Steinerne Schwingen. HarperCollins ya!, Hamburg 2015, ISBN 978-3-95649-048-4 (Original: White Hot Kiss. 2014.). I Hörbuch: HarperCollins bei Lübbe Audio, 2016, ISBN 978-3-96108-003-8
- Eiskalte Sehnsucht. HarperCollins ya!, Hamburg 2016, ISBN 978-3-95649-216-7 (Original: Stone Cold Touch. 2014.). I Hörbuch: HarperCollins bei Lübbe Audio, 2016, ISBN 978-3-96108-004-5
- Sehnsuchtsvolle Berührung. HarperCollins ya!, Hamburg 2016, ISBN 978-3-95967-020-3 (Original: Every Last Breath. 2015.). I Hörbuch: HarperCollins bei Lübbe Audio, 2016, ISBN 978-3-96108-005-2
- Bittersüße Tränen. HarperCollins ya!, Hamburg 2016,  ISBN 978-3-95967-953-4 (Original: Bitter Sweet Love. 2013.)
- Glühende Gefühle. HarperCollins ya! Hamburg 2019, ISBN 978-3-95967-311-2. (Original: Storm and Fury. 2019). I Hörbuch: HarperCollins bei Lübbe Audio, 2019, ISBN 978-3-96109-082-2
- Goldene Wut. Dragonfly 2021, ISBN 978-3-7488-0045-3  (Original: Rage and Ruin. 2020).
- Funkelde Gnade.  MIRA Taschenbuch 2021, ISBN 978-3-7457-0190-6 (Original: Grace and Glory. 2021).

### Frigid
- Frigid. Piper Taschenbuch, 2016, ISBN 978-3-492-30985-1. I Hörbuch: Audible Studios, 2016
- Scorched. Piper Taschenbuch, 2017, ISBN 978-3-492-31027-7. I Hörbuch: Audible Studios, 2017

### Wicked
- Wicked – Eine Liebe zwischen Licht und Dunkelheit. Heyne Taschenbuch, 2018, ISBN 978-3-453-31976-9. (Original: Wicked. 2014)
- Torn – Eine Liebe zwischen Licht und Dunkelheit. Heyne Taschenbuch, 2018, ISBN 978-3-453-31978-3. (Original: Torn. 2016)
- Brave – Eine Liebe zwischen Licht und Dunkelheit. Heyne Taschenbuch, 2019, ISBN 978-3-453-31977-6. (Original: Brave. 2014)
- Kissed – Eine Liebe zwischen Licht und Dunkelheit. Heyne Taschenbuch, 2018, ISBN 978-3-453-32051-2. (Original: The Prince / The King (Wicked Novellas). 2018/2019)

### Liebe kennt keine Grenzen
- Blood and Ash. Heyne Verlag, München 2021, ISBN 978-3-453-32141-0.
- Flesh and Fire. Heyne Verlag, München 2022, ISBN 978-3-453-32153-3.
- Crown and Bones. Heyne Verlag, München 2022, ISBN 978-3-453-32154-0.
- War and Queens. Heyne Verlag, München 2023, ISBN 978-3-453-32239-4.

Eine Liebe im Schatten (Spielt im selben Universum wie die Serie "Liebe kennt keine Grenzen")
- Shadow and Ember, Heyne Verlag
- Light and Flame, Heyne Verlag
- A Fire in the Flesh, Heyne Verlag

### Wait for you
unter dem Pseudonym J. Lynn
- Wait For You. Piper Taschenbuch, 2014, ISBN 978-3-492-30456-6
- Trust In Me. Piper Taschenbuch, 2014, ISBN 978-3-492-30572-3
- Be With Me. Piper Taschenbuch, 2014, ISBN 978-3-492-30573-0
- Stay With Me. Piper Taschenbuch, 2015, ISBN 978-3-492-30619-5
- Fall With Me. Piper Taschenbuch, 2015, ISBN 978-3-492-30708-6
- Forever With You. Piper Taschenbuch, 2016, ISBN 978-3-492-30823-6
- Fire in You. Piper Taschenbuch, 2017, ISBN 978-3-492-30924-0

### Tempting Love
unter dem Pseudonym J. Lynn
- Hände weg vom Trauzeugen. LYX, 2016, ISBN 978-3-7363-0364-5
- Homerun ins Glück. LYX, 2017, ISBN 978-3-7363-0446-8
- Spiel nicht mit dem Bodyguard. LYX, November 2017, ISBN 978-3-7363-0534-2

### Einzelbände
- Cursed, Hodder & Stoughton, 2012, ISBN 978-1-4447-9794-7. (englisch)
- Unchained, Hodder & Stoughton, 2013, ISBN 978-1-4736-1593-9. (englisch)
- Dreh dich nicht um. cbt, 2014, ISBN 978-3-453-26939-2. (Original: Don’t Look Back. 2014). I Hörbuch: Wunderkind Audiobooks
- Morgen lieb ich dich für immer. cbt, 2017, ISBN 978-3-570-31141-7. (Original: The Problem With Forever. 2016). I Hörbuch: Wunderkind Audiobooks, 2017
- Deadly Ever After. Piper, 2017, ISBN 978-3-492-31173-1. (Original: Till Death. 2017). I Hörbuch: Audible Studios, 2017
- Und wenn es kein Morgen gibt. cbt, 2018, ISBN 978-3-570-31166-0. (Original: If There's No Tomorrow. 2017). I Hörbuch: Wunderkind Audiobooks, 2019
- The Dead List, Piper Taschenbuch, 2018, ISBN 978-3-492-31417-6. (Original: The Dead List. 2015). I Hörbuch: Audible Studios, 2017

## Auszeichnungen
- 2021: LovelyBooks Leserpreis Gold in der Kategorie Fantasy & Science Fiction für Blood and Ash – Liebe kennt keine Grenzen[7]
- 2022 LovelyBooks Community Award Silber in der Kategorie Fantasy & Science Fiction für Flesh and Fire – Liebe kennt keine Grenzen (Deutsche Ausgabe)[8]